# Ярема Михайло Васильович
Ярема Михайло Васильович (псевдо «Ярослав»; 1919, с. Іваниківка, нині Івано-Франківський район — 6 вересня 1944, с. Забережжя, нині Івано-Франківський район) — провідник Богородчанського районного проводу ОУН.

## Життєпис

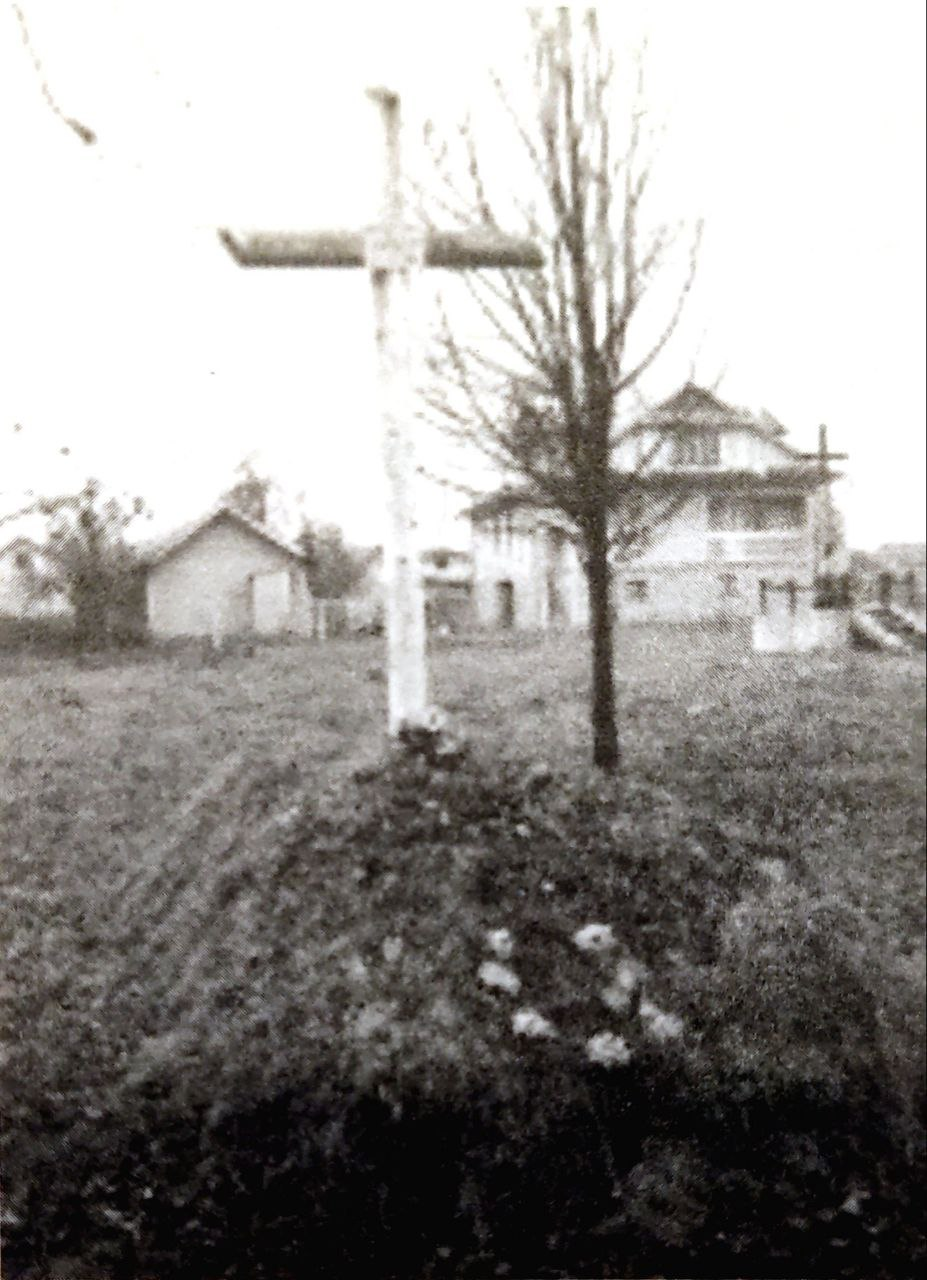
«Тут спочиває Борець за волю України. Районний провідник ОУН Ярема Михайло»

Восени 1941 військову частину, в якій служив М. Ярема, на Київщині розгромили німці. Тоді він попросив у місцевих жителів селянський одяг і пішки подався додому, де відразу ж включився в підпільну роботу, очоливши районний провід ОУН, що дислокувався у Забережжі. Його зусиллями була зорганізована і юнацька ОУН.
Упродовж 1942–1943 рр. завдяки М. Яремі в селі проводили фестини, працював драмгурток, для молоді читали лекції на патріотичну тематику. Це сприяло піднесенню національної свідомості хлопців і дівчат, їхньому вступу в лави юнацької ОУН. В одній із хат «Ярослав» особисто проводив з юнаками військові теоретичні заняття.
У квітні 1944 оунівці пішли в підпілля, щоб боротися з мародерством ковпаківців у селах. 6 вересня того ж року енкавеесівці, оточивши села Забережжя й Іваниківку, влаштували облаву, під час якої райпровідник загинув. Будучи пораненим, він відстрілювався до останнього патрона, який залишив для себе. Мертвого підпільника вороги забрали до Лисця і кинули у глибокий рів неподалік від цвинтаря, де його побачив хтось із жителів Іваниківки. Вночі побратими викрали тіло М. Яреми і поховали на старому цвинтарі, встановивши на могилі березовий хрест без напису.
В кінці 1950-х — на початку 1960-х рр. територію цвинтаря розорали і віддали людям під присадибні ділянки. Тоді ж могилу М. Яреми зрівняли із землею, хрест зруйнували. Город на цьому місці господар тримав лише рік, а потім земля заросла бур'янами і простояла пусткою аж до 1990. Влітку того року могилу відновили завдяки старанням колишніх членів юнацької ОУН Василика Михайла Федоровича, Гаргата Василя Федоровича (1926 р. н.) та Романишина Федора Івановича (1926 р. н.).